# کانسیلیو دی روما
کانسیلیو دی روما (به ایتالیایی: Consiglio di Rumo) یک منطقهٔ مسکونی در ایتالیا است که در Gravedona ed Uniti واقع شده‌است. کانسیلیو دی روما ۱٬۲۰۲ نفر جمعیت دارد.